# Pagus Castrensis
Le Châtrais, en latin pagus Castrensis ou pagus Castricensis, est une ancienne division administrative du diocèse de Paris, dont Châtres (Castra), aujourd'hui Arpajon, était le chef lieu. C'est dans ce pagus que l'hagiographie place la vie de saint Arnoul, datée du début du VIe siècle. Très tôt abandonnée, elle a été absorbée par le Hurepoix.
On ne doit pas le confondre avec un comitatus de Casterei compris dans la grande région forêstière de Lorraine désignée sous le nom de Woëvre, dans le diocèse de Trèves.

## Sources
1. ↑  B. Guérard, Polyptyque de l'abbé Irminion, t. I, p. 91-93, Imprimerie royale, Paris, 1844.
2. ↑  LONGON étude des Pagi de la Gaule  (1869), p. 34.
3. ↑  BOSCHIUS (Petrus) Acta sanctorvm.. Saint Arnoult 18 juillet..(Anvers (1725),  p. 396 A, B, C, E, F.